# Senate Barbara Masupha

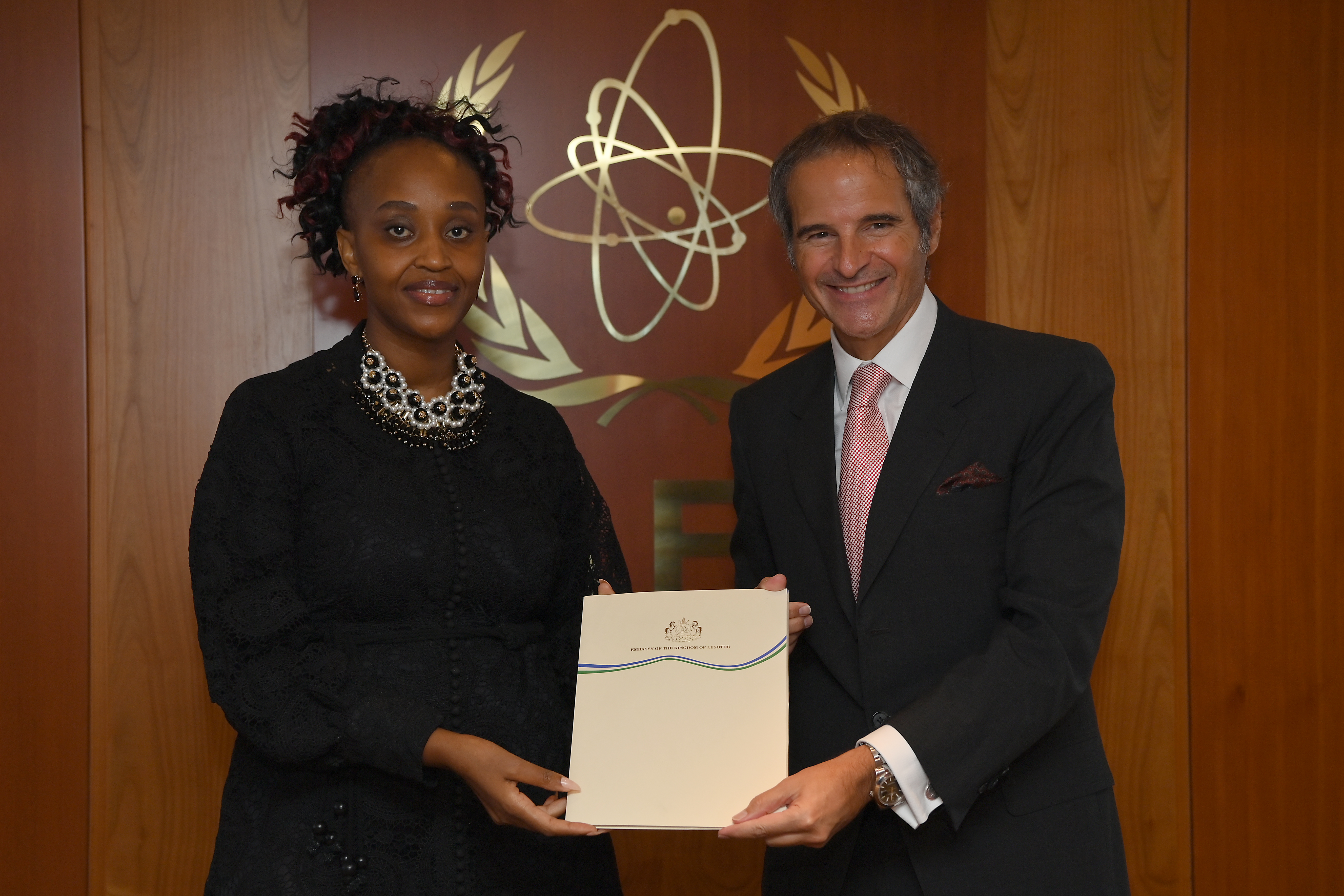
Masupha (links) im Jahr 2021

Senate Barbara Masupha (* 9. März 1977) ist eine lesothische Diplomatin und Botschafterin. Sie war von 2021 bis 2025 Botschafterin des Königreichs Lesotho in Berlin.

## Ausbildung und Berufsweg
Senate Barbara Masupha absolvierte ein Bachelorstudium der Rechtswissenschaften und erhielt den Master of Science in Stadt- und Regionalplanung sowie internationaler Politik und Krisenmanagement. Beruflich übernahm sie leitende Positionen in Südafrika. Masupha war leitende Wissenschaftlerin an der Universität von Natal, wo sie an Themen aus den Bereichen Politik, Forschung und internationale Beziehungen arbeitete. In Johannesburg war sie leitende Planerin in einer Hauptabteilung der Regierung und stellvertretende Direktorin für Forschung und Politik. Auf Konferenzen zu Themen wie Völkerrecht, Frauenrechte und Diplomatie wirkte sie als Podiumsmitglied und Moderatorin mit.
Masupha trat 2007 als Beraterin für politische und wirtschaftliche Beziehungen in den diplomatischen Dienst ihres Landes ein. Sie war an der Botschaft Lesothos in Rom tätig, wo sie  zuletzt das Amt der Chargé d’affaires bei der Ernährungs- und Landwirtschaftsorganisation der Vereinten Nationen übernahm.
Senate Barbara Masupha wurde am 6. Mai 2021 zur außerordentlichen und bevollmächtigten Botschafterin von Lesotho in Deutschland akkreditiert. Sie erhielt Nebenakkreditierungen für Frankreich, Russland, Polen, Österreich, den Heiligen Stuhl und Monaco. Im Januar 2025 wurde sie in diesem Amt von Mafelile Molala abgelöst.
Masupha spricht Sotho, Französisch und Italienisch. Sie ist ledig.